# 銀湖 (佛羅里達州)
銀湖（英語：Silver Lake）是位於美國佛羅里達州萊克縣的一個人口普查指定地區。

## 地理
銀湖的座標為29°50′10″N 81°47′36″W / 29.83611°N 81.79333°W，而該地最高點為海拔高度20米（即66英尺）。

## 人口
根據2010年美國人口普查的數據，銀湖的面積為7.90平方千米，當中陸地面積為6.30平方千米，而水域面積為1.60平方千米。當地共有人口1882人，而人口密度為每平方千米238人。